# Шотландска клепоуха
Шотландска клепоуха и шотландска правоуха котка са наименования на породата шотландска котка, възникнала от естествена мутация на домашни котки и развъждана след 1961 година.

## Исторически данни, митове и легенди
Късокосместата шотландска клепоуха котка е възникнала в резултат на спонтанна (естествена) мутация в една ферма в района на Тейсайд, Шотландия в семейството на Мери и Уилям Рос.
През 1961 г. фермерът, любител на котки Уилям Рос забелязва сред родените котета едно от тях – Сузи, което е бяло, с подвити уши. В следващите поколения на Сузи се раждат още 2 такива котета и става очевидно, че подвитите уши са доминантен признак, който се предава по наследство. Забелязвайки уникалните им уши Рос, с помощта на британски генетик, започва развъждането на нова порода. Отначало тези котета са наречени „клепари“. Развъждат се само бели клепоухи котки, но по-късно започват да се развъждат и други разцветки. Тъй като генът, който управлява клепналите уши, е доминантен, е нужно само единият родител да е с такива уши, за да бъде наследен от котетата.
С времето Шотландска клепоуха котка става широко разпространена в цял свят.
За отбелязване е, че още в старите книги по естествена история са описвани котки с клепнали уши. Така например още през 1796 г. в английското списание „Юнивърсъл мегазин ъф нолидж енд плежър“ (Universal Magazine of Knowledge) се съобщава, че в Китай, където климатът е много мек, се срещат котки с клепнали уши. Един век по-късно моряк, завърнал се от Китай с клепоуха котка твърди, че там има много такива котки, които китайците отглеждат за храна. Но европейските зоолози не намират следи от този тип до 1938 г, когато внезапно е открита още една котка, чиято характеристика доказва, че тя представлява рядък мутант, спадащ към белите дългокосмести котки. И едва след появата им в Шотландия става ясно, че това не е за първи път. След Шотландия подобни мутации се появяват в Германия и Белгия и няколко от тях са пренесени в САЩ. Там котките от различни поколения с клепнали уши са кръстосани с британски и американски късокосмести котки и е получено потомство с клепнали уши. Първоначално са развъждани само бели клепоухи котки, а по-късно и с други разцветки. За първи път породата Скотиш фолд е представена на Британско фелиноложко изложение през 1971 г., където една такава клепоуха котка спечелва награда. Все още обаче официално породата не е призната, тъй като съществуват противоречия между отделните котешки асоциации относно стандарта. Породата е призната и утвърдена едва през 1974 г. от английските котешки асоциации, докато в САЩ СFА признава и утвърждава стандарта едва през 1978 г. В днешно време породата е призната от всички международни организации, с изключение на FIFе. През 1976 г. този вид порода се счита за една от най-разпространените в Европа и Америка. 

## Наименования
Породата е кръстена на характерната разновидност на ушите и на страната, от която произхожда.
Шотландска клепоуха котка може да се срещне изписана по следния начин: Шотландски фолд, Scottish Fold, Scot Fold, Highland Fold, Longhair Fold.
Шотландска правоуха котка – Шотландски страйт, Scottish Straight, Scot Straight, Highland Straight, Longhair Straight.
Котешките представители с по-дълга козина са известни под имената Scottish Fold Longhair, Highland Fold или Longhair Fold. Към момента се считат за една порода със „стандартната“ Scottish Fold (Шотландска клепоуха).
Научно име – Felis catus

## Външен вид
Тялото е средно голямо, закръглено, гъвкаво и плътно. Главата е голяма, заоблена, с развити челюсти и силно изразено подбрадие. Поставена на къс врат. При мъжките топчестите бузи са по-силно развити, отколкото при женските. Носът е къс, широк, с лека гърбица в горната част, като стопът е слабо изразен. Тази порода трудно остава незабелязана поради атрактивния си външен вид. Ушите са съвсем малки и клепнали напред. Върховете им са заоблени. При котките с клепнали уши има 3 нива подгъване – единично, двойно и жадуваното тройно подвиване. Не на всички шотландски клепоухи котета им се подвиват ушите. Котенцата се раждат с изправени уши и към 3-4 седмица (18-24 ден) клепват, подгъват се напред и стават типичните представители на породата, а някои остават с изправени. След 3 месечна възраст вече може да се определи качеството на котенцето – изложбено, за развъждане или за домашен любимец.
Добре дефинирани са възглавничките на мустаците. Очите са широко поставени, големи, с кръгла форма и много изразителни. Очи като на „бухал“. Техният цвят трябва да хармонира с окраската на козината, но най-често са медени (оранжеви). Закръглената глава, топчестите бузи и клепналите уши са техните най-забележителни черти, които будят интерес сред хората.
Крайниците са средно дълги и добре замускулени. Лапите са с овална форма. Опашката е средно дълга до дълга, заострена накрая. Космената покривка е къса и гъста, плътна (с подкосъм). Могат да бъдат както късокосмести, така и дългокосмести. Окраската е доста разнообразна.
Тялото им е средно дълго. Както при всички котки и тук мъжките са с по-голямо тегло – от 4 до 6 кг., а женските от 2,5 до 4 кг. Средната продължителност на живот на тази порода е 11-14 години, но при правилно отглеждане спокойно достигат до 18 години.
Котките от тази порода биват два типа: с клепнали уши (folded ear) и с изправени уши (straight). Екземплярите с изправени уши доскоро не са допускани до изложби. Породата е много трудна за развъждане и много от развъдчиците не успяват да се справят, затова може да се каже, че е мечта на много от фелинолозите.
Част от цветовите варианти :
- Същите, както при британските късокосмести котки.
- SFS a – син
- SFS 71a – син с изправени уши
- SFS c – лилав
- SFS 71c – лилав с изправени уши
- SFS n – черен
- SFS 71n – черен с изправени уши
- SFS d 22 – червен мраморно таби
- SFS ns 23 – черно-сребрист тигрово таби
- SFS bs 24 – шоколадов-сребрист петнисто таби
- SFS d 21 33 71 – червен кълърпойнт таби с изправени уши

## Качества и поведение. Характер
Проявяват голяма издръжливост по отношение на заболявания.
Същият ген, който предизвиква сгъването на ушите, може да причини дегенеративно заболяване на ставите в опашката, глезените и краката. Хрущялният дефект при Шотландските клепоухи котки засяга и други хрущяли. Хрущяли има и в ставите. Ако котката има дефекта, той засяга  и ставите, което води до по-бързото им износване, а котките развиват ортопедични заболявания и артрит. Ако се забележи необикновена скованост или, ако изглежда, че ги боли при докосване, е необходимо незабавно да бъдат заведени при ветеринарен лекар, за да ги провери за артрит.
Въпреки сгънатите уши и първоначалните притеснения за проблеми в тази част на тялото, не страдат от ушни инфекции, нито глухота. Някои бели представители със сини очи биха могли да имат проблеми със слуха, но това се дължи на цвета на козината, а не на формата на ушите.
Смята се, че са много по-общителни и гальовни от другите котки. Обикновено са интелигентни, много сладки и приспособими котки. Те са лоялни и са склонни да се свързват с един човек в домакинството. Макар че обикновено позволяват на другите да ги гушкат и галят, основната им привързаност става ясна бързо, когато отделят избрания от тях човек. Те се радват на внимание, обожават човешката компания, но това трябва да е според техните условия. Бързо се адаптират към нова среда. Въпреки че ушите им са сгънати, те могат леко да се наострят, когато котето е ядосано, уплашено или чува отварянето на консервата с храна. Имат много остър слух. Гальовни и общителни са, дори си падат малко клоуни и обичат да изпълняват разни номера. Много от тях обичат да седят като човек или да си просят това, което искат. Спят по гръб. 

## Отглеждане
Шотландските клепоухи котки не изискват твърде много грижи. Сменят козината си през сезоните, но тя не пада чак толкова много, така че разресване един или два пъти седмично би било достатъчно. Разбира се по-дългокосместите представители, могат да се заплитат повече, но грижите за козината отново не са много трудоемки. За късокосместите е достатъчно 2-3 пъти седмично да бъдат сресвани за да запазят здрав и бляскав вид на козината, а дългокосместите е нужно да се сресват ежедневно. 

## Хранене
Шотландските клепоухи имат голям апетит, така че трябва стриктно да се следи режима им, за да не напълнеят. Нямат специфични диетични изисквания, но трябва да ядат висококачествена храна с достатъчно протеин. Необходимо е насърчение към игра и движения, както и сериозно ограничение на лакомствата, като те трябва да се дават само за награда.

## Деца и други домашни любимци
Тези котки са спокойни се развиват добре в семейства с деца. Радват се на детското внимание, играят си с децата и се поддават на обучение. Компанията на други котки се приема добре, както и на неагресивни кучета.
Могат да бъдат характеризирани със следните прилагателни: атрактивни, миловидни, енергични, спокойни, игриви, гласовити, привързани, интелигентни, възпитани и послушни. Идеални домашни любимци за цялото семейство. Подходящи са за хора, които не са гледали котка.
Ако даден екземпляр е от реномиран лицензиран развъдник, който държи гена за извитите уши „под контрол“, няма място за притеснения. Редовните прегледи при ветеринар, ваксиниране и обезпаразитяване – вътрешно и външно, са задължителни за всички котки, независимо от породата.